# Ni-reformen
Ni-reformen började genomföras i Sverige 1875, en ambition att få tilltal med titlar ersatta med pronomenet Ni. Detta kom dock ibland att förknippas med en ojämlik relation eftersom en överordnad gärna tilltalade en underordnad med Ni medan den senare ofta även fortsättningsvis använde titel. Störst genomslag fick Ni i studentkretsar och i konversation mellan unga människor av olika kön. Ännu under 1930-talet pågick arbete med att ge reformen större genomslagskraft. I slutet av 1960-talet och början av 1970-talet började istället du-reformen dominera starkt. Idag är det dock åter relativt vanligt att yngre personer tilltalar (främst) äldre och kunder med Ni, ofta för att markera tillbörlig respekt för den äldres eller kundens integritet, men även som en ren artighetsfras. Detta uppskattas dock inte av alla, då det kan upplevas som en återgång till tiden före du-reformen.

### Fotnoter
1. ↑  ”1860-1899”. Kommun och politik. Arkiverad från originalet den 9 augusti 2016. https://web.archive.org/web/20160809071656/https://www.lerum.se/globalassets/documents/forvaltningssidorna/kommun-och-politik/lerums-historia/kronologiskt-register/1860-1899.pdf?epslanguage=sv. Läst 12 maj 2016.
2. ↑  ”Svar ang. Ni-reformen från Läroverkslärarnes Riksförbunds lokalavdelningar”. Lärarnas historia. 25 februari 1933. http://www.lararnashistoria.se/node/961. Läst 12 maj 2016.